# Friedhof der Kuscheltiere (1989)
Friedhof der Kuscheltiere ist ein Horrorfilm aus dem Jahr 1989. Er basiert auf dem gleichnamigen Roman von Stephen King, der auch das Drehbuch des Films schrieb.
1992 erschien eine Fortsetzung unter dem Titel Friedhof der Kuscheltiere II. 2019 wurde eine Neuverfilmung veröffentlicht, welche wiederum 2023 noch ein Prequel erhielt.

## Handlung
Der Mediziner Dr. Louis Creed übernimmt die Leitung der Krankenstation der University of Maine und bezieht gemeinsam mit seiner Frau Rachel und den Kindern Ellie (5) und Gage (2) ein Einfamilienhaus in der (fiktiven) Kleinstadt Ludlow. Zwei Dinge fallen ihnen gleich auf: Direkt vor dem Haus führt die von Tanklastzügen stark befahrene Route 15 entlang, und ein steingesäumter Fußweg führt in den Wald. Der alte Jud Crandall, der im Haus gegenüber lebt, warnt sie vor dem Straßenverkehr und zeigt ihnen, dass der Fußweg zum örtlichen Tierfriedhof Pet Sematary auf einer Waldlichtung führt, wo Tiere, hauptsächlich auf der Straße überfahrene, in kreisförmig angeordneten Gräbern beigesetzt werden. Rachel ist der Ort unheimlich, und sie nimmt es Jud übel, dass er ihre kleinen Kinder so schonungslos mit dem Thema Tod konfrontiert. Tatsächlich geht das Ellie noch lange nach, und sie bekommt Angst, ihren Kater  Churchill (kurz „Church“) zu verlieren.
Die Arbeit auf der Krankenstation beginnt für Louis mit einem Schock: Der Student Victor Pascow wird beim Joggen von einem Lastwagen erfasst und stirbt auf der Krankenstation an einem schweren Schädel-Hirn-Trauma. Als Pascow schon klinisch tot ist, richtet er sich zu Louis’ Entsetzen noch einmal auf und röchelt ihm mit seinen letzten Worten eine Warnung entgegen, in der er den Tierfriedhof erwähnt. Später erscheint er Louis im Schlaf, geht mit ihm zum Tierfriedhof und schärft ihm ein, auf keinen Fall in das Gelände dahinter zu gehen, was auch immer geschehe. Im Laufe der Handlung tritt Pascow immer wieder als helfender Geist in Erscheinung, aus Dankbarkeit für Louis, der versucht hatte, ihm das Leben zu retten, wenn auch ohne Erfolg.
Als Kater Churchill später auf der Straße überfahren wird, während Rachel mit den Kindern auf Besuch bei ihren Eltern weilt, führt Jud Louis zum Tierfriedhof, um den Kater zu beerdigen, doch zu Louis’ Überraschung steuert er ein Ziel hinter dem Friedhof an. Gegen Pascows eindringliche Warnungen lässt sich Louis auf das Abenteuer ein. Sie gelangen auf ein verborgenes Felsplateau mit einer alten Begräbnisstätte der Micmac-Indianer. Diese soll – wie Louis von Jud erfährt – verflucht sein, da sie einst vom Wendigo berührt wurde, einem Wesen, das die Erde „sauer werden“ lässt. Louis begräbt Church dort, und Jud schärft ihm ein, niemandem davon zu erzählen, was sie in dieser Nacht getan haben. Am nächsten Tag erscheint Church wieder lebendig im Haus der Creeds, ist jedoch verändert: er riecht penetrant nach Erde und hat ein bösartiges Wesen angenommen, gelegentlich leuchten seine Augen hell. 
Als der kleine Gage später beim Spielen auf die Straße gerät und ebenfalls von einem Lastwagen überfahren und getötet wird, ist das ohnehin belastete Verhältnis Louis’ zur Familie seiner Frau zum Zerreißen gespannt, sein Schwiegervater greift ihn sogar tätlich an. Gage wird auf dem städtischen Friedhof beigesetzt, doch spielt Louis schon bald mit dem Gedanken, ihn auf das Felsplateau umzubetten und so ins Leben zurückzuholen. Jud ahnt das und warnt ihn eindringlich: Manchmal sei der Tod besser. Die Zurückkehrenden seien immer auf unheimliche Weise verändert. Er erzählt ihm von Bill Baterman, der seinen im Krieg gefallenen Sohn Timmy auf dem Indianerfriedhof begraben habe. Timmy sei daraufhin als furchterregender Zombie zurückgekehrt. Er habe mit seinem grausamen Verhalten die gesamte Bevölkerung in Angst und Schrecken versetzt, bis eine Gruppe von Männern, der auch Jud angehörte, nachts das Haus der Familie Baterman in Brand setzte, um Timmy zu vernichten. Jud macht sich sogar Vorwürfe, er habe durch die Preisgabe des Geheimnisses des Plateaufriedhofs überhaupt erst Gages Tod provoziert.
Trotz dieser Warnung gräbt Louis nachts heimlich Gages Leichnam aus und beerdigt ihn auf dem Plateau, während Rachel mit Ellie noch bei ihren Eltern ist. Er beruhigt sich damit, dass er Gage schlimmstenfalls ja wieder einschläfern und damit alles ungeschehen machen könne. 
Während sich der übermüdete Louis ausschläft, kehrt Gage als nun hasserfüllter Wiedergänger zurück. Er bewaffnet sich mit einem Skalpell aus Louis’ Arzttasche, dringt dann in Juds Haus ein und versteckt sich dort. Als Jud, Schlimmes ahnend, nach ihm sucht, macht Gage ihn zunächst wehrlos und tötet ihn dann mit einem kräftigen Biss in die Halsschlagader. Rachel, nach einem abgebrochenen Telefonat besorgt und vorzeitig zurückgekehrt, begibt sich gegen Pascows Warnungen ebenfalls in Juds Haus. Sie ist zunächst erfreut, ihren kleinen Sohn wieder lebendig zu sehen, wird dann aber auch von Gage getötet. Louis wacht auf und erkennt anhand schlammiger Fußspuren in seinem Haus, dass Gage dort war und sein Skalpell genommen hat. Als Gage ihn kurz darauf mit einem Telefonanruf zu Jud lockt, begreift Louis, dass er etwas Furchtbares angerichtet hat. Er begibt sich, mit Giftspritzen bewaffnet, zu Juds Haus, wo er zunächst den ermordeten Hausbesitzer vorfindet. Im Flur fällt ihm aus einer Luke zum Dachboden seine tote Ehefrau Rachel entgegen, an einem Strick baumelnd. Aus der Luke springt auch Gage mit gezücktem Skalpell auf Louis herunter, der den Jungen nach einem blutigen Handgemenge mit einer Injektion töten kann. Louis trägt die Leiche seiner Frau aus dem Haus und steckt das Haus in Brand.
Louis erklärt sich Gages Bosheit damit, dass nach seinem Tod zu viel Zeit vergangen war, und hält es daher für gefahrlos, die gerade eben erst getötete Rachel auch auf dem Felsplateau zu bestatten – wieder gegen Pascows Warnung. Kurze Zeit später kehrt Rachel zurück, völlig verdreckt und mehrfach verwundet. Als Louis sie glücklich umarmt, greift sie sich ein Messer vom Küchentisch. In diesem Moment endet der Film.

## Soundtrack
- Die Punkrockband Ramones schrieb den Titelsong Pet Sematary, der im Abspann erklingt und sich entgegen der düsteren Atmosphäre des Films aus hellen und Dur-gestimmten Popharmonien zusammensetzt.
- Während der Unfallszene auf der Straße mit dem Kleinkind Gage hört sich der heranrasende Lastwagenfahrer das Lied Sheena Is a Punk Rocker, ebenfalls von den Ramones, im Radio an.

## Synchronisation
Für die deutsche Synchronisation war Thomas Petruo, der das Dialogbuch schrieb und die Dialogregie führte, im Auftrag der Berliner Synchron zuständig.
| Darsteller         | Rolle           | Deutscher Sprecher       |
| ------------------ | --------------- | ------------------------ |
| Dale Midkiff       | Louis Creed     | Manfred Lehmann          |
| Fred Gwynne        | Jud Crandall    | Arnold Marquis           |
| Denise Crosby      | Rachel Creed    | Evelyn Maron             |
| Brad Greenquist    | Victor Pascow   | Thomas Petruo            |
| Michael Lombard    | Irwin Goldman   | Ulli Kinalzik            |
| Miko Hughes        | Gage Creed      | Andrea Wick              |
| Blaze Berdahl      | Ellie Creed     | Vanessa Petruo           |
| Susan Blommaert    | Missy Dandridge | Kerstin Sanders-Dornseif |
| Mara Clark         | Joan Charlton   |                          |
| Kavi Raz           | Steve Masterton |                          |
| Mary Louise Wilson | Dory Goldman    |                          |
| Andrew Hubatsek    | Zelda           | Eva-Maria Werth          |
| Chuck Courtney     | Bill Baterman   | Wolf Rüdiger Reutermann  |

## Sonstiges

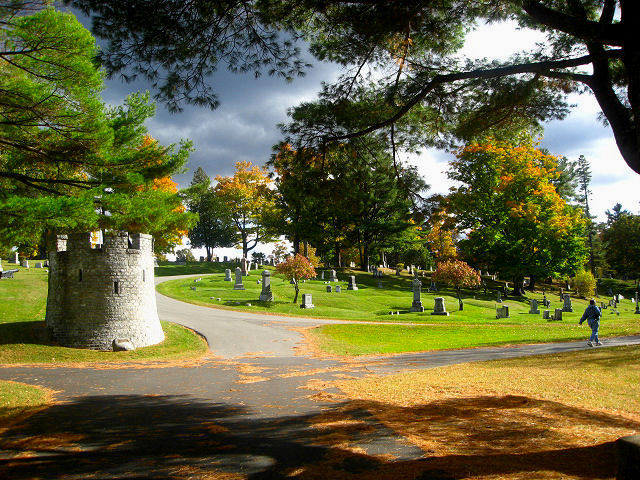
Der Mount Hope Cemetery in Bangor diente als einer der Drehorte des Films

- Der Werbespruch für den Film lautete Sometimes dead is better (dt. „Manchmal ist tot besser“). Dieser Spruch steht auch auf sämtlichen DVDs.
- Stephen King hat während der Beerdigungsszene (ca. bei Minute 40) einen Cameo-Auftritt als Priester.
- Der hochgewachsene Schauspieler Fred Gwynne, der in der Rolle des Nachbarn Jud Crandall zu sehen ist, spielte früher die vertrottelte frankensteinhafte Figur Herman Munster in der komödiantischen TV-Serie The Munsters.
- An den Kinokassen spielte der Film 57.469.467 US-Dollar ein und ist damit der vierterfolgreichste Kinofilm nach einer Vorlage von Stephen King.[3]
- Lange Zeit war George A. Romero als Regisseur vorgesehen.
- Der Truck, der Rachel nach Ludlow mitnimmt, hat die Nummer 666, die auch als die Zahl des Teufels gilt.
- Die Route 15 tritt auch in anderen King-Romanen als „Straße des Schicksals“ in Erscheinung.
- In der deutschen Synchronisation spricht Vanessa Petruo, die später ab dem Jahre 2001 als Sängerin der TV-Casting-Girlgroup No Angels und der Debüt-Single Daylight In Your Eyes große Erfolge feierte, die Stimme der kleinen Tochter Ellie Creed. Zudem synchronisierte ihr Vater Thomas Petruo den wohlwollenden guten Geist Victor Pascow in deutscher Sprache.
- Es existierte eine um rund eine Minute gekürzte Fassung, die von der FSK eine Altersfreigabe ab 16 Jahren erhielt.[4]
- Im Jahr 1990 wurde der Film indiziert, jedoch im Jahre 2003 wieder vom Index gestrichen.
- Im Juli 2013 wurde der Film von der FSK erneut geprüft und daraufhin von der Altersfreigabe „ab 18 Jahren“ auf „ab 16 Jahren“ heruntergestuft.
- Der Originaltitel des Romans und Films Pet Sematary ist eine bewusste Falschschreibung von Pet Cemetery. In der Geschichte erscheint die falsche Schreibweise auf einem von Kindern geschriebenen Schild am Friedhof der Kuscheltiere. Diese Falschschreibung ging bei der Übersetzung des Filmtitels ins Deutsche verloren.

## Auszeichnungen
- Nominierung für den International Fantasy Film Award bei Fantasporto 1990.
- Nominierung für den Saturn Award 1991.
- Blaze Berdahl und Miko Hughes wurden jeweils für einen Young Artist Award nominiert.
- Der Titelsong des Filmes Pet Sematary (auf dem Ramones-Album Brain Drain, 1989), von Dee Dee Ramone und Daniel Rey komponiert, wurde für eine Goldene Himbeere nominiert.

## Kritiken
„Verfilmung eines Stephen-King-Bestsellers, zu der der Autor selbst das Drehbuch beigesteuert hat; enttäuschend, weil sie nach der behäbig-sorgfältig gestalteten Exposition den eher sanften Schrecken der Vorlage mit den genre-üblichen grellen Effekten überzeichnet.“

„Eine der besten King-Verfilmungen“

## Fortsetzung
1992 erschien mit Friedhof der Kuscheltiere II eine Fortsetzung, welche ebenfalls von Mary Lambert inszeniert wurde. Im Grunde wurde die Handlung nur leicht abgewandelt und ist weitaus blutiger ausgefallen als das Original. In den Kritiken kam er schlecht weg.